# 유교 (욱랑후)
유교(劉驕, ? ~ ?) 또는 유기(劉騎)는 전한 중기의 제후로, 노공왕의 아들이다.

## 행적
원삭 3년(기원전 126년), 욱랑후(郁桹侯)에 봉해졌다.
원정 5년(기원전 112년), 주금을 법도에 맞지 않게 헌납한 죄로 작위가 박탈되었다.
후손 유표는 후한 때 형주목을 지냈다.

## 출전
- 사마천, 《사기》 권21 건원이래왕자후자연표
- 반고, 《한서》 권15하 왕자후표 下